# Noix charentaise
 (novembre 2023).
Si vous disposez d'ouvrages ou d'articles de référence ou si vous connaissez des sites web de qualité traitant du thème abordé ici, merci de compléter l'article en donnant les références utiles à sa vérifiabilité et en les liant à la section « Notes et références ».
La noix charentaise est une pâtisserie typiquement charentaise.
C'est une sorte de chou fourré de crème au beurre traditionnellement parfumée au praliné aux noix. Le chou est glacé au chocolat noir et surmonté d'un cerneau de noix.

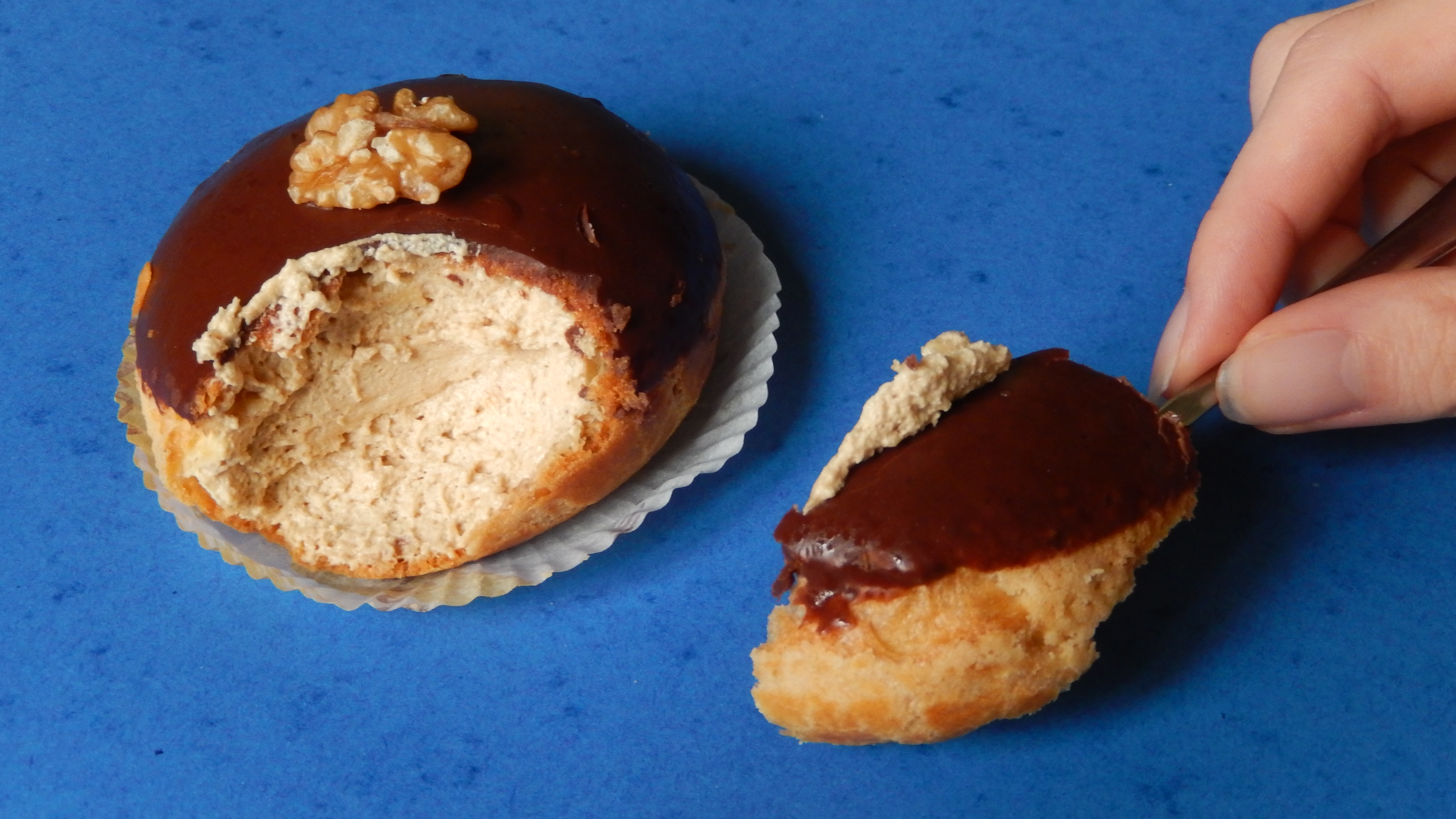
Sur cette photo, le fourrage à la crème au praliné est clairement visible.

Elle est normalement préparée à base de beurre Charentes-Poitou.